# Selecció d'hoquei sobre patins femenina d'Itàlia
La selecció femenina d'hoquei sobre patins d'Itàlia representa la Federació Italiana d'Hoquei i Patinatge en competicions internacionals d'hoquei sobre patins. La federació italiana es va fundar l'any 1922.
Ha guanyat el campionat d'Europa en dues ocasions.

## Palmarès
- 2 Campionats d'Europa: 1991 i 1993